# フロド・バギンズ

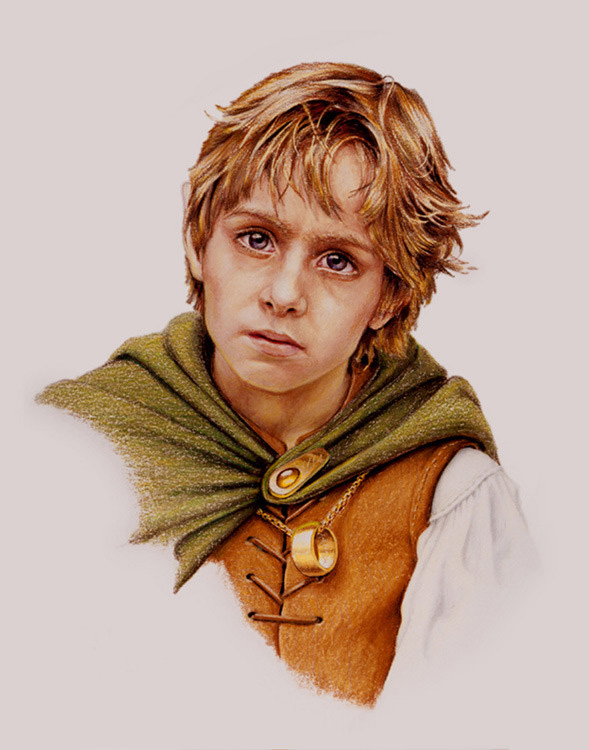
フロド・バギンズ

フロド・バギンズ（Frodo Baggins, 第三紀2968年9月22日 - ）は、J・R・R・トールキンの中つ国を舞台とした小説、『指輪物語』の登場人物。賢く慈悲に満ち溢れたホビットで、その情け深さこそが物語最大のテーマの一つでもある。
父はドロゴ・バギンズ。母はプリムラ・ブランディバック。養父はビルボ・バギンズ。

## 生涯
2980年に両親をボートの事故によって失い、当時12歳だったフロドは母方のブランディバック家に引き取られた。2989年にビルボ・バギンズがフロドの保護者となった。フロドはビルボを「おじ」と呼んでいたが、フロドの母はビルボのいとこであり、父はビルボのまたいとこであったから、フロドは実際にはビルボのいとこの子にあたる。当時フロドはまだ21歳であり、ホビットの成年である33歳にはまだ遠かった。ビルボには子供がなかったためにフロドを後継ぎとして養子にし、袋小路屋敷に招いてともに暮らしたのである。
ビルボとフロドは誕生日が同じ9月22日であり、ビルボがフロドよりも78歳年長であった。『指輪物語』の冒頭で、3001年9月22日にフロドとビルボはそれぞれ33歳と111歳の誕生日を祝っている。
祝いのあとビルボは裂け谷へ去り、ビルボが持っていた魔法の指輪はフロドに託された。ガンダルフはフロドに指輪は決して使ってはならず、秘密にしておくべきであると警告した（この時点ではガンダルフはこの指輪が力の指輪であることを確信してはいなかった）。フロドは17年のあいだ成人した時のままの若さと指輪の秘密を保ち続けた。3018年にガンダルフが戻ってきて、指輪がほかならぬ一つの指輪であることを確認した。ガンダルフはフロドを、フロドの友人でありおかかえの庭師であったサムワイズ・ギャムジーとともに送り出した。これにペレグリン・トゥックとメリアドク・ブランディバックが加わり、後にブリー村で馳夫が加わって裂け谷へ向かった。
旅のさなかナズグールの首領、アングマールの魔王にモルグルの短剣で肩を刺されて瀕死の重傷を負うが、裂け谷の貴族グロールフィンデルの迎えに助けられ、裂け谷でエルロンドに癒された。エルロンドの会議で一つの指輪をオロドルインの滅びの罅裂へ投げ込んで破壊するべきだと決定され、指輪所持者であるフロドを守るために9人の指輪の仲間が結成された。指輪の仲間はモルドールを目指したが、モリアでのバルログとの戦いでガンダルフを失い、ネン・ヒソエルの湖のほとりパレス・ガルンでボロミアが指輪に魅せられ、それに前後してアイゼンガルドのオークの襲撃を受けて一行は離散した。その後はサムとふたりで旅をするが、エミン・ムイルの岩山でかつての指輪所持者ゴクリ(ゴラム)と出会い、従者とした。エミン・ムイル、死者の沼地を抜け、モルドールの正門である黒門は通らず、ゴクリの案内でキリス・ウンゴルの階段を通った。キリス・ウンゴルの主である巨大な蜘蛛シェロブに毒針を刺され仮死状態になり、キリス・ウンゴルの塔のオーク達に連れ去られるも、サムの活躍で救い出され、モルドールへ潜入した。多くの苦難を乗り越え、ついに滅びの山オロドルインにて最後の最後の土壇場で指輪の誘惑に屈してしまうものの「意外な者の助け」により使命を果たし、冥王を滅ぼしたのちホビット庄へと帰還した。水の辺村の戦いにおいてフロドが剣を抜くことはなく、かれはホビット庄の住人の無益な殺人を制した。
フロドは旅の間、つらぬき丸（Sting）という名のエルフの短剣を帯び、マントの下にミスリル製のドワーフの鎖かたびらを身に付けていた。これらはビルボから与えられたものである。ロスローリエンで、ガラドリエルはフロドの旅を助けるために、エルフのマントとエアレンディルの星の光を閉じ込めた玻璃瓶（）を与えた。
指輪を滅ぼす旅から帰還して二年が過ぎても指輪戦争でフロドが受けた三つの傷は決して完全に癒えることがなく、安穏な暮らしを得ることは出来なかった。指輪所持者であったフロドとビルボはヴァリノールへ旅する許しを得た。ふたりは3021年9月29日にサム、メリー、ピピンに見送られ、ガンダルフ、エルロンド、ガラドリエルらとともにエルフの白い船で灰色港から船出した。
フロドには子供がおらず、かれの財産は赤表紙本とともにサムワイズ・ギャムジーに残された。

## 名前
『指輪物語』の内容は、劇中の言語「西方語」から英語に翻訳されたという体裁をとっている。フロド・バギンズFrodo Bagginsの名前もマウラ・ラビンギ (Maura Labingi) の英語への翻訳という設定である。Mauraにはmaur-（賢きもの）という要素が含まれるため、トールキンは同じ意味を持つゲルマン語の要素frod-へと訳したのである。シンダール語ではフロドの名前はヨラエル (Iorhael 賢き老人) であった。
ドイツ語訳ではフロドの名はFrodo Beutlinとなっており、スペイン語訳ではFrodo Bolsón、フランス語訳ではFrodon Sacquet、ノルウェー語訳ではFrodo Lommelun、デンマーク語訳ではFrodo Sækker、フェロー語訳ではFróði Pjøkin、フィンランド語訳ではFrodo Reppuli、オランダ語訳ではFrodo Balingsである。3つあるポーランド語の翻訳のうち、1つではFrodo Bagoszとなっているが、残りの2つではFrodo Bagginsを使用している。日本語訳のフロド・バギンズは元の名前の音訳である。

## 翻案
ニュー・ライン・シネマによる映画『ロード・オブ・ザ・リング』ではアメリカ人俳優のイライジャ・ウッドがフロドを演じた。これよりも前に公開されたBBCラジオ版ではイギリス人俳優のイアン・ホルムがフロドを演じた。その縁でホルムは映画ではフロドの養父であるビルボを演じている。

## バギンズ家略図
|        |        |        |        |                  |                  |                  |                  |                     |                     |                     |                     |                     |                     |  |  | バルボ・バギンズ  | バルボ・バギンズ  | バルボ・バギンズ  | バルボ・バギンズ  | バルボ・バギンズ  | バルボ・バギンズ  |                           |                           | ベリラ・ボフィン          | ベリラ・ボフィン          | ベリラ・ボフィン          | ベリラ・ボフィン          | ベリラ・ボフィン    | ベリラ・ボフィン    |                     |                     |                     |                     |                     |                     |          |          |                   |                   |                   |                   |                   |                   |                   |                   |                           |                           |                           |                           |                           |                           |
|        |        |        |        |                  |                  |                  |                  |                     |                     |                     |                     |                     |                     |  |  | バルボ・バギンズ  | バルボ・バギンズ  | バルボ・バギンズ  | バルボ・バギンズ  | バルボ・バギンズ  | バルボ・バギンズ  |                           |                           | ベリラ・ボフィン          | ベリラ・ボフィン          | ベリラ・ボフィン          | ベリラ・ボフィン          | ベリラ・ボフィン    | ベリラ・ボフィン    |                     |                     |                     |                     |                     |                     |          |          |                   |                   |                   |                   |                   |                   |                   |                   |                           |                           |                           |                           |                           |                           |
|        |        |        |        |                  |                  |                  |                  |                     |                     |                     |                     |                     |                     |  |  |                   |                   |                   |                   |                   |                   |                           |                           |                           |                           |                           |                           |                     |                     |                     |                     |                     |                     |                     |                     |          |          |                   |                   |                   |                   |                   |                   |                   |                   |                           |                           |                           |                           |                           |                           |
|        |        |        |        |                  |                  |                  |                  |                     |                     |                     |                     |                     |                     |  |  |                   |                   |                   |                   |                   |                   |                           |                           |                           |                           |                           |                           |                     |                     |                     |                     |                     |                     |                     |                     |          |          |                   |                   |                   |                   |                   |                   |                   |                   |                           |                           |                           |                           |                           |                           |
|        |        |        |        |                  |                  |                  |                  | マンゴ              | マンゴ              | マンゴ              | マンゴ              | マンゴ              | マンゴ              |  |  | ローラ （浅堀家） | ローラ （浅堀家） | ローラ （浅堀家） | ローラ （浅堀家） | ローラ （浅堀家） | ローラ （浅堀家） |                           |                           |                           |                           |                           |                           |                     |                     | ラルゴ              | ラルゴ              | ラルゴ              | ラルゴ              | ラルゴ              | ラルゴ              |          |          | タンタ （角吹家） | タンタ （角吹家） | タンタ （角吹家） | タンタ （角吹家） | タンタ （角吹家） | タンタ （角吹家） |                   |                   |                           |                           |                           |                           |                           |                           |
|        |        |        |        |                  |                  |                  |                  | マンゴ              | マンゴ              | マンゴ              | マンゴ              | マンゴ              | マンゴ              |  |  | ローラ （浅堀家） | ローラ （浅堀家） | ローラ （浅堀家） | ローラ （浅堀家） | ローラ （浅堀家） | ローラ （浅堀家） |                           |                           |                           |                           |                           |                           |                     |                     | ラルゴ              | ラルゴ              | ラルゴ              | ラルゴ              | ラルゴ              | ラルゴ              |          |          | タンタ （角吹家） | タンタ （角吹家） | タンタ （角吹家） | タンタ （角吹家） | タンタ （角吹家） | タンタ （角吹家） |                   |                   |                           |                           |                           |                           |                           |                           |
|        |        |        |        |                  |                  |                  |                  |                     |                     |                     |                     |                     |                     |  |  |                   |                   |                   |                   |                   |                   |                           |                           |                           |                           |                           |                           |                     |                     |                     |                     |                     |                     |                     |                     |          |          |                   |                   |                   |                   |                   |                   |                   |                   |                           |                           |                           |                           |                           |                           |
|        |        |        |        |                  |                  |                  |                  |                     |                     |                     |                     |                     |                     |  |  |                   |                   |                   |                   |                   |                   |                           |                           |                           |                           |                           |                           |                     |                     |                     |                     |                     |                     |                     |                     |          |          |                   |                   |                   |                   |                   |                   |                   |                   |                           |                           |                           |                           |                           |                           |
| バンゴ | バンゴ | バンゴ | バンゴ | バンゴ           | バンゴ           |                  |                  | ベラドンナ トゥック | ベラドンナ トゥック | ベラドンナ トゥック | ベラドンナ トゥック | ベラドンナ トゥック | ベラドンナ トゥック |  |  |                   |                   | ロンゴ            | ロンゴ            | ロンゴ            | ロンゴ            | ロンゴ                    | ロンゴ                    |                           |                           | カメリア サックビル       | カメリア サックビル       | カメリア サックビル | カメリア サックビル | カメリア サックビル | カメリア サックビル |                     |                     | フォスコ            | フォスコ            | フォスコ | フォスコ | フォスコ          | フォスコ          |                   |                   | ルビー ボルジャー | ルビー ボルジャー | ルビー ボルジャー | ルビー ボルジャー | ルビー ボルジャー         | ルビー ボルジャー         |                           |                           |                           |                           |
| バンゴ | バンゴ | バンゴ | バンゴ | バンゴ           | バンゴ           |                  |                  | ベラドンナ トゥック | ベラドンナ トゥック | ベラドンナ トゥック | ベラドンナ トゥック | ベラドンナ トゥック | ベラドンナ トゥック |  |  |                   |                   | ロンゴ            | ロンゴ            | ロンゴ            | ロンゴ            | ロンゴ                    | ロンゴ                    |                           |                           | カメリア サックビル       | カメリア サックビル       | カメリア サックビル | カメリア サックビル | カメリア サックビル | カメリア サックビル |                     |                     | フォスコ            | フォスコ            | フォスコ | フォスコ | フォスコ          | フォスコ          |                   |                   | ルビー ボルジャー | ルビー ボルジャー | ルビー ボルジャー | ルビー ボルジャー | ルビー ボルジャー         | ルビー ボルジャー         |                           |                           |                           |                           |
|        |        |        |        |                  |                  |                  |                  |                     |                     |                     |                     |                     |                     |  |  |                   |                   |                   |                   |                   |                   |                           |                           |                           |                           |                           |                           |                     |                     |                     |                     |                     |                     |                     |                     |          |          |                   |                   |                   |                   |                   |                   |                   |                   |                           |                           |                           |                           |                           |                           |
|        |        |        |        | ビルボ・バギンズ | ビルボ・バギンズ | ビルボ・バギンズ | ビルボ・バギンズ | ビルボ・バギンズ    | ビルボ・バギンズ    |                     |                     |                     |                     |  |  |                   |                   |                   |                   |                   |                   | オソ サックビル＝バギンズ | オソ サックビル＝バギンズ | オソ サックビル＝バギンズ | オソ サックビル＝バギンズ | オソ サックビル＝バギンズ | オソ サックビル＝バギンズ |                     |                     | ロベリア （袴帯家） | ロベリア （袴帯家） | ロベリア （袴帯家） | ロベリア （袴帯家） | ロベリア （袴帯家） | ロベリア （袴帯家） |          |          | ドロゴ            | ドロゴ            | ドロゴ            | ドロゴ            | ドロゴ            | ドロゴ            |                   |                   | プリムラ ブランディバック | プリムラ ブランディバック | プリムラ ブランディバック | プリムラ ブランディバック | プリムラ ブランディバック | プリムラ ブランディバック |
|        |        |        |        | ビルボ・バギンズ | ビルボ・バギンズ | ビルボ・バギンズ | ビルボ・バギンズ | ビルボ・バギンズ    | ビルボ・バギンズ    |                     |                     |                     |                     |  |  |                   |                   |                   |                   |                   |                   | オソ サックビル＝バギンズ | オソ サックビル＝バギンズ | オソ サックビル＝バギンズ | オソ サックビル＝バギンズ | オソ サックビル＝バギンズ | オソ サックビル＝バギンズ |                     |                     | ロベリア （袴帯家） | ロベリア （袴帯家） | ロベリア （袴帯家） | ロベリア （袴帯家） | ロベリア （袴帯家） | ロベリア （袴帯家） |          |          | ドロゴ            | ドロゴ            | ドロゴ            | ドロゴ            | ドロゴ            | ドロゴ            |                   |                   | プリムラ ブランディバック | プリムラ ブランディバック | プリムラ ブランディバック | プリムラ ブランディバック | プリムラ ブランディバック | プリムラ ブランディバック |
|        |        |        |        |                  |                  |                  |                  |                     |                     |                     |                     |                     |                     |  |  |                   |                   |                   |                   |                   |                   |                           |                           |                           |                           |                           |                           |                     |                     |                     |                     |                     |                     |                     |                     |          |          |                   |                   |                   |                   |                   |                   |                   |                   |                           |                           |                           |                           |                           |                           |
|        |        |        |        |                  |                  |                  |                  |                     |                     |                     |                     |                     |                     |  |  |                   |                   |                   |                   |                   |                   |                           |                           |                           |                           | ロソ                      | ロソ                      | ロソ                | ロソ                | ロソ                | ロソ                |                     |                     |                     |                     |          |          |                   |                   |                   |                   | フロド・バギンズ  | フロド・バギンズ  | フロド・バギンズ  | フロド・バギンズ  | フロド・バギンズ          | フロド・バギンズ          |                           |                           |                           |                           |

## その他
ロード・オブ・ザ・リング/二つの塔 において、一つの指輪に魂を蝕まれ、完全に支配されてしまった未来のフロドが描かれる描写があったが、シーンの撮影がなされた一方で完成作品からは除外された。このゴラム化したフロドは Gollum-Frodo と呼ばれる。